# Brachythecium stricticalyx
Brachythecium stricticalyx là một loài rêu trong họ Brachytheciaceae. Loài này được Dixon & Badhw. mô tả khoa học đầu tiên năm 1938.